# Divorcés remariés dans l'Église catholique
Dans l'Église catholique, les divorcés remariés, sans être excommuniés, sont traditionnellement exclus du sacrement de réconciliation, de la communion eucharistique, du sacrement des malades et d’un certain nombre de fonctions liturgiques et pastorales. Une personne qui a divorcé d'un mariage civil ne peut pas non plus recevoir le baptême. Dans l’exhortation apostolique Amoris lætitia, le pape François ouvre la possibilité d’une atténuation de cette discipline, à la condition d’un discernement au cas par cas accompagné par un prêtre.

## La position traditionnelle de l'institution catholique

### La condamnation du remariage
Pour l’Église catholique, le sacrement de mariage est indissoluble. Au cas où des conjoints se séparent, leur éventuel remariage civil est tenu pour gravement coupable. Les mariés séparés sont considérés, du vivant de leur premier conjoint, comme inaptes à toute autre vie conjugale légitime.
Le principe de l'indissolubilité du mariage s'appuie sur le Nouveau Testament, en particulier Matthieu 5, 31-32, Matthieu 19, 1-9, Marc 10, 2-12, Luc 16, 18 et 1 Corinthiens 7, 11. Ces textes prohibent la répudiation et le remariage.
L’Évangile de Matthieu, en deux lieux (5,32 et 19,9), évoque un motif d'interdiction de mariage pris en considération  par l'Église catholique, à savoir que la « porneia » (notion que l'Aelf traduit par « union illégitime » tandis que theotex donne « fornication ») dont un conjoint en serait coupable si le mariage était reconnu comme valide.
Il existe d'autres cas dans lesquels l'union est invalide (illégitime), auxquels cas, l’Église peut également prononcer une « déclaration en nullité de mariage », via le jugement d’un tribunal ecclésiastique. Le mariage n’est donc pas dissous, mais on considère qu’il n’a jamais existé. Il est alors possible de renouveler son consentement à l'église.
Toutefois, le simple constat d’un échec post-mariage ne suffit pas à obtenir cette déclaration. Les motifs revenant le plus souvent pour déclarer une nullité de mariage sont le manque de discernement ou une situation de contrainte au moment du mariage. Un mariage non consommé (c’est-à-dire qui n’a pas donné lieu à des relations sexuelles), bien que valide, peut toutefois être dissous à certaines conditions (il ne s'agit donc pas d'une annulation) ;
Chaque année près de 55 000 demandes de causes en nullité sont introduites auprès des tribunaux ecclésiastiques (environ 500 en France). Elles aboutissent à une déclaration de nullité dans plus de 90 % des cas.
Il est à noter que l’Église catholique considère que le mariage civil conclu par deux non-baptisés ou un non-baptisé avec un baptisé est lui aussi indissoluble, à deux exceptions près :
- un mariage célébré entre deux non-baptisés peut être dissous par un évêque si l’un des conjoints accède au baptême et que l'autre le refuse (c’est le « privilège paulin », fondé sur 1 Corinthiens 7, 11)[6] ;
- un mariage entre un conjoint baptisé et un conjoint non-baptisé peut être dissous par le pape (c’est le « privilège pétrinien »)[6] si le conjoint non-baptisé met en danger la foi du conjoint baptisé qui désire avoir un conjoint baptisé[9]. Et la dissolution d'un tel mariage peut être actée à la seule demande de l'un des conjoints même contre le gré de l'autre[10].

### L'incompatibilité du remariage et de l'accès aux sacrements
Les divorcés remariés n’ont pas accès à l’eucharistie, au sacrement de pénitence ni à l’onction des malades.
Dans l’exhortation apostolique Familiaris consortio (1981), au §  84, Jean-Paul II précise les motifs de la discipline de l’Église par rapport à l’eucharistie :
- les divorcés remariés « se sont rendus eux-mêmes incapables d’y être admis, car leur état est en contradiction objective avec la communion d’amour entre le Christ et son Église, telle qu’elle s’exprime et est rendue présente dans l’eucharistie » ;
- « si l’on admettait ces personnes à l’eucharistie, les fidèles seraient induits en erreur et comprendraient mal la doctrine concernant l’indissolubilité du mariage ».

Il interdit aux prêtres d'autoriser ou de célébrer toute cérémonie religieuse à l'occasion du remariage civil. De telles cérémonies « donneraient en effet l'impression d'une célébration sacramentelle de nouvelles noces valides, et induiraient donc en erreur à propos de l'indissolubilité du mariage contracté validement ».
On doit néanmoins, dit le texte, inviter les divorcés remariés « à écouter la Parole de Dieu, à assister à la messe, à persévérer dans la prière, à apporter leur contribution aux œuvres de charité et aux
initiatives de la communauté en faveur de la justice, à élever leurs enfants dans la foi chrétienne, à cultiver l’esprit de pénitence et à en accomplir les actes, afin d’implorer, jour après jour, la grâce de Dieu » (ibid.).
Les divorcés remariés ont accès aux sacrements à condition de se séparer de leur nouveau conjoint ou de vivre avec lui « en complète continence » (ibid.).
Dans l'exhortation apostolique Sacramentum Caritatis (2007), Benoît XVI exprime la même position :
« Le Synode des Évêques a confirmé la pratique de l'Église, fondée sur la Sainte Écriture (cf. Mc 10, 2-12), de ne pas admettre aux sacrements les divorcés remariés, parce que leur état et leur condition de vie contredisent objectivement l'union d'amour entre le Christ et l'Église, qui est signifiée et mise en œuvre dans l'Eucharistie. »
Il est à noter que : 
- l'Église n’interdit pas la séparation des époux pour de graves motifs, à condition qu’il  n’y ait pas remariage ; la séparation « simple » n’empêche donc pas l’accès aux sacrements[13] ;
- l’adultère en tant que tel n’empêche pas non plus l’accès aux sacrements, mais seulement le remariage, considéré comme une installation durable dans l’adultère[14].

### L’incompatibilité du remariage avec certaines fonctions liturgiques et pastorales ou en lien avec le Saint-siège
Les divorcés remariés sont privés de certaines autres fonctions : 
- Ils ne peuvent faire de lecture au cours de la messe ni distribuer la communion[15].
- Ils ne peuvent être parrains ou marraines[15].
- Ils ne peuvent être catéchistes[15]. Ils ne peuvent enseigner dans une université pontificale[réf. nécessaire].
- Ils ne peuvent être membres du conseil pastoral d'une paroisse ou d'un conseil auprès de l'évêque[15].
- Il est en outre déconseillé qu'ils soient témoins de mariage[15].
- Un divorcé-remarié ne peut être ambassadeur au Vatican[16].

Il est à noter que :
- les sanctions étaient encore plus fortes dans le passé : jusqu'en 1973, le droit canonique présentait les divorcés remariés comme « infâmes par le fait même » (canon 2356) et les excluait de la sépulture ecclésiastique[17] ;
- privés de sacrements et tenus à l'écart d'un certain nombre d'activités pastorales, les catholiques divorcés remariés ne sont cependant pas excommuniés au sens du droit canonique[18].

### Prises de position individuelles

#### Joseph Ratzinger/Benoît XVI
Dans un article publié en 1972, Joseph Ratzinger, alors professeur de théologie à l’Université de Ratisbonne, prend position en faveur de l’admission à la communion des divorcés remariés dans certains cas. Il invoque deux arguments. D’abord l'imperfection des procès de reconnaissance en nullité qui limitent les questions à ce qui est juridiquement démontrable au risque de « négliger des faits décisifs ». Ensuite la notion d'indulgence développée par Basile de Césarée. Joseph Ratzinger écrit alors : « Lorsque le second mariage a fait naître des obligations morales envers les enfants, envers la famille et aussi envers l’épouse et qu’il n’existe pas d’obligations analogues découlant du premier mariage ; lorsque donc, pour des raisons morales, la cessation du second mariage est inadmissible et que, d'autre part, l'abstinence n’est pas, en pratique, une possibilité réelle, l'ouverture de la communion eucharistique, après un temps d’épreuve, semble être indiscutablement juste et tout à fait en ligne avec la tradition de l’Église. »
Selon le futur pape, il devrait être possible de permettre l’accès à la communion de personnes dont la première union « se trouve rompue depuis longtemps et d’une manière irréversible », et dont la seconde union « contractée ultérieurement a fait ses preuves sur une période assez longue comme une réalité justifiable moralement et a été remplie d’un esprit de foi ».
Cependant, en 2014, Benoît XVI, devenu pape émérite, réécrit ces lignes dans le cadre de leur publication au t. 9 de ses Œuvres complètes qui paraissent en allemand chez l’éditeur Herder. L’idée d’une admission possible des divorcés remariés à  la communion disparaît. Selon Benoît XVI, il faut prendre en considération la difficile relation de nos sociétés contemporaines à la notion de fidélité. Il faut également approfondir la question de la foi des époux au moment du mariage. Benoît XVI estime néanmoins possible que, tout en étant exclus de la communion, les divorcés remariés puissent s’engager dans les associations ecclésiales et être parrains ou marraines.
Selon Benoît XVI, si l’Église, à la suite du Christ, affirme que « l'Homme ne sépare pas ce que Dieu unit », les conséquences sur le mariage peuvent s'analyser sous de multiples aspects, suivant que l'on veut en conclure qu'il est moralement irrévocable, juridiquement indissoluble, ou s'interroger sur ce qui peut conduire à sa destruction. Sur le plan moral le principe est indiscutable ; sur le plan factuel l'existence de divorces irrémédiables ne l'est pas moins ; entre les deux, le jugement sur la situation juridique et sacramentelle des divorcés est en revanche contingente et peut de ce fait évoluer[Interprétation personnelle ?]

#### Le cardinal Müller
Dans un texte intitulé « la force de la grâce » et publié dans l’Osservatore Romano le 22 octobre 2013, le cardinal Gerhard Ludwig Müller, préfet de la congrégation pour la doctrine de la foi, affirme que l’admission à l’Eucharistie ne peut être accordée aux divorcés remariés. Il soutient que l’argument de la miséricorde est  insuffisant, dans la mesure où il entraîne « un risque de la banalisation de l’image de Dieu ». Le cardinal Müller écarte également la possibilité pour l’Église catholique d’adopter une pratique voisine de celle des Églises orthodoxes, dont les fidèles divorcés, après un temps de pénitence, peuvent contracter un second mariage.

#### Le cardinal Sarah
Le cardinal guinéen Robert Sarah, préfet de la Congrégation pour le culte divin et la discipline des sacrements depuis 2014, s’oppose frontalement au cardinal Reinhard Marx, président de la Conférence épiscopale allemande depuis 2014.
Pour le cardinal Marx, « la recherche d’un accompagnement théologiquement responsable et pastoralement approprié des croyants divorcés ou divorcés et remariés civilement figure partout dans le monde parmi les défis urgents de la pastorale familiale et conjugale ».
Le Cardinal Sarah lui répond :
« J’ai beaucoup de respect pour le cardinal Reinhard Marx. Mais cette affirmation si générale me semble être l’expression d’une pure idéologie que l’on veut imposer à marche forcée à toute l’Église. […] Il s’agit d’une obsession de certaines Églises occidentales qui veulent imposer des solutions dites ”théologiquement responsables et pastoralement appropriées”, lesquelles contredisent radicalement l’enseignement de Jésus et du magistère de l’Église. »

#### Le cardinal Burke
Lors du Synode des évêques sur la famille, le cardinal Raymond Leo Burke s‘est fortement opposé au changement de l’attitude de l’Église à l’égard des divorcés remariés et des personnes homosexuelles. Il a déclaré dans une interview au magazine de France 2 13h15 le dimanche : « Je ne peux pas accepter que l’on donne la communion à des couples non mariés devant l’Église. Parce que leur union irrégulière, c’est de l’adultère. »
Il soutient une pétition, lancée par les milieux traditionalistes, qui demande au pape de « réaffirmer de façon catégorique l’enseignement de l’Église sur le mariage selon lequel les catholiques divorcés et civilement remariés ne peuvent recevoir la sainte Communion. »

#### André Léonard
Pour l’archevêque de Malines-Bruxelles André Léonard, un divorcé remarié ne devrait pas pouvoir diriger un établissement d’enseignement catholique.

## Les demandes d'une réforme
De manière générale, les réformateurs ne réclament pas que l’Église admette la dissolution du mariage. Mais ils demandent que, pour les divorcés remariés, la privation des sacrements cesse d’être  automatique  et définitive. Ils notent qu'il n'y a pas d’enseignement direct sur l’exclusion des remariés de la table eucharistique dans le Nouveau Testament. Bien plus, ils  font valoir l’attitude du Christ qui — au grand scandale des gens « comme il faut » — prend ses repas avec les pécheurs. Ils rappellent que, lors de la Cène, Jésus partage le pain et le vin non seulement avec Pierre, qui le reniera, mais aussi avec Judas, qui le trahira.
Selon un sondage Ifop réalisé pour le site d’actualité Atlantico, en France 85 % des catholiques, et 71 % des pratiquants sont favorables à une évolution de l’Église catholique sur la question des divorcés-remariés.

### Quelles sont les difficultés exégétiques?
Selon la théologienne Anne-Marie Pelletier le texte fondamental de Matthieu 19 ne doit pas être interprété sur un mode seulement disciplinaire. À ses yeux, le texte a d’abord pour fin de  présenter Jésus comme celui qui, rompant avec l’enseignement de Moïse, inaugure le temps du Royaume. L’exigence relative au mariage, à l’instar de l’exigence relative au du célibat (Mt 19 10-12), ne fonctionne pas comme un code de comportement mais définit la vocation des baptisés. « Dès lors que l’exigence est détachée du don baptismal, la parole de Jésus devient un rigorisme, qui risque de se changer en piège pour les couples. »
Selon l’exégète John P. Meier, la parole de Jésus n’a pas une signification juridique mais s’inscrit dans un courant prophétique, illustré par Malachie, qui dénonçait les répudiations complaisantes à l’initiative du mari et les attitudes de mépris à l’égard des femmes vieillissantes. La position de Jésus illustre son souci de défendre les plus petits, en l'occurrence les femmes. Par ailleurs, John P. Meier montre que les premiers chrétiens ont été embarrassés par cette parole tranchante et que deux exceptions ont été intégrées dans le Nouveau Testament lui-même. Tout d’abord, les communautés matthéennes ont introduit une exception qui, selon toute probabilité, vise l’adultère (ou du moins l’adultère répété) (la « porneia » de Mt 19,9). Paul a, de son côté, introduit le « privilège paulin » : une femme (ou un homme), convertie au christianisme et dont le conjoint refuse le baptême, peut divorcer et se remarier dans la communauté chrétienne (cf. 1 Co 7,15).

### Quelles sont les difficultés théologiques?
Selon le P. Paul de Clerck, professeur émérite à l’Institut catholique de Paris, l’incompréhension, face à la discipline actuelle de l’Église, naît du constat que le premier mariage a failli, en causant beaucoup de souffrance, sinon de malheur, et qu'enfin une seconde union apporte un apaisement, une renaissance, et une foi renouvelée dans l'amour. D'un côté, la vie s'ouvre à nouveau ; de l'autre, la loi vient l’étouffer.
Pour Anne Soupa, les divorcés-remariés sont chaque jour au croisement du bien et du mal, prêts à l’un comme à l’autre, selon qu’ils pardonnent, font la vérité en eux, ou au contraire prennent leurs enfants en otages de leurs querelles. Il faut alors que l’Église soit présente à leurs côtés pour accompagner cet amour qui se donne, se cherche, et finit par se trouver. « Il n’est pas pensable, pour un chrétien, de ne pas être là quand l’amour est en jeu. »
Pour Jean Mercier, journaliste à la Vie, l’impossibilité pour les divorcés remariés d’accéder aux sacrements illustre les contradictions de l’Église catholique. 
- D’un côté, l’Église catholique exalte l’importance des sacrements comme médiation de la grâce, de l’autre elle oblige une frange importante des baptisé(e)s à vivre leur foi en se passant des sacrements.
- D’un côté, l’Église catholique prône l’accueil de ceux qui souffrent, de l’autre elle refuse l’accès aux sacrements à des personnes qui ont été blessées par les vicissitudes de l’existence.
- L’Église catholique permet à des divorcés remariés de recevoir les sacrements s’ils vivent une abstinence sexuelle totale, ce qui n'est guère compatible avec une existence équilibrée.
- L’Église semble faire deux poids deux mesures. Les prêtres peuvent être réduits à l’état laïque et se marier, de même que les religieux peuvent être relevés de leurs vœux. En revanche, les gens mariés le sont irrévocablement. Seuls les mariés n’ont pas droit à l’erreur.
- Tous les divorcés remariés sont traités de la même manière, alors que les uns ont voulu le divorce tandis que d’autres l’ont subi. N'y a-t-il pas ici une injustice ?
- Lors de la cérémonie du mariage, l’Église n’est pas claire sur ce que le sacrement implique, à savoir que chacun devra rester seul si l’autre vient à partir. Du coup, les époux ne s’engagent pas en toute lucidité sur ce point.

Selon le P. Jean-François Chiron, professeur à l’Université catholique de Lyon, il est discutable de mettre sur le même plan toutes les formes de relations sexuelles hors mariage sacramentel. En particulier, on ne peut identifier la  situation de personnes trompant leur conjoint ou se livrant à une forme de « vagabondage sexuel » et celle de divorcés remariés désirant vivre une relation stable et fidèle.

### Le pape François
Dans l’avion qui le ramène de Rio à Rome le 29 juillet 2013, le pape François déclare :
"Avant tout, donc, il faut soigner les blessés, l'Église est mère. Elle doit aller sur la voie de la miséricorde et trouver une façon d'exprimer la miséricorde pour tous. Quand le fils prodigue est revenu à la maison, son papa ne lui a pas demandé: “Qu'as-tu fait de l'argent?” Mais il s'est inquiété pour lui et a organisé une fête pour le recevoir. L'Église doit donc faire de même: pas seulement attendre les divorcés remariés mais aller les trouver. Voilà la miséricorde ! Le véritable problème est celui de la communion pour les personnes qui se sont remariées — car les divorcés peuvent communier mais ils ne le peuvent plus en secondes noces. Et là, il faut repenser toute la pastorale matrimoniale car nous avons un problème sur la communion. »
Dans l’entretien aux revues jésuites publié en septembre 2014, le Pape déclare :
« Je pense à cette femme qui avait subi l’échec de son mariage durant lequel elle avait avorté ; elle s’est ensuite remariée et elle vit à présent sereine avec cinq enfants. L’avortement lui pèse énormément et elle s’est sincèrement repentie. Elle aimerait aller plus loin dans la vie chrétienne : que fait le confesseur ? »

### Prises de position d'évêques
Le cardinal Kasper, président émérite du Conseil pontifical pour la promotion de l'unité des chrétiens, s’est exprimé le 20 février 2014 sur la question de l’accès à la communion des divorcés-remariés, à l’ouverture du consistoire des cardinaux sur la famille. Son discours a été rendu public par le quotidien italien Il Foglio. À ses yeux, l’indissolubilité du mariage sacramentel ne peut être abandonnée. Toutefois, ne chercher la solution du problème que dans un élargissement de la procédure de nullité du mariage serait une « erreur ». En effet, dit le cardinal Kasper, cela ferait naître l’impression que l’Église procède « de manière malhonnête » pour accorder ce qui, « en réalité, est un divorce ». Il demande qu’on revienne à la pratique de l’Église primitive, selon laquelle les chrétiens qui vivaient une seconde union alors même que leur premier partenaire était encore en vie pouvaient, après un temps de pénitence, participer à la communion.
L’évêque d’Anvers, Johan Bonny, plaide dans un texte publié en septembre 2014 pour une évolution du magistère, tout en précisant que celle-ci ne concernerait pas le contenu de la doctrine mais la méthode pour la propager. Prenant acte de « l’incompréhension croissante » et de « l’indifférence progressive » entre les croyants et l’enseignement moral de Rome, il met en avant trois facteurs qui ont contribué à établir un « terrain particulièrement conflictuel » : le manque de collégialité entre Rome et les conférences épiscopales, la non-reconnaissance par le magistère de la place de la conscience personnelle et une conception statique de la tradition. Il considère que, si l’Église veut être « maison et école de communion », elle doit tenir compte de la complexité des situations réelles. À ses yeux, pour faire comprendre le bien-fondé de sa doctrine, l'Église gagnerait à se positionner comme compagnon de route plus que comme surveillant général de l'application des règles.
Pour Jean-Paul Vesco, évêque d’Oran (Algérie), l’Église a trop « juridicisé » l’indissolubilité du mariage, qui est avant tout une réalité anthropologique inhérente à tout amour véritable. S’appuyant sur la distinction canonique entre infraction continue et infraction instantanée, il met en question le fait que l’Église interprète la deuxième union comme une infraction continue à laquelle le couple pourrait mettre fin à tout moment en se séparant. Pour lui, il y a du définitif dans la deuxième union, et l’Église n’a pas le pouvoir d’en demander la rupture.

### Prises de position de théologiens
Selon le P. Paul de Clerck, professeur émérite à l'Institut catholique de Paris, pour sortir du conflit entre justice et miséricorde, l’Église catholique devrait  reconnaître que, dans la vie chrétienne, on peut connaître l’échec. Certaines personnes n’arrivent pas à réaliser l’idéal auquel pourtant elles ont donné le meilleur d’elles-mêmes. Or, comme l’erreur, l’échec peut ne pas être coupable.
Pour le P. Philippe Bordeyne, recteur de l’Institut catholique de Paris, il serait bon que l’Église catholique s’inspire de l’Église orthodoxe sur la question des divorcés-remariés. Dans l’orthodoxie, explique-t-il, on ne se marie sacramentellement qu’une seule fois. Mais, pour des personnes se trouvant dans une deuxième union, il y a la possibilité d’une préparation de trois ans avec un prêtre et des laïcs, puis d’une bénédiction à l’Église à tonalité pénitentielle. Pour Philippe Bordeyne, il est souhaitable que l’Église catholique trouve « des procédures permettant aux personnes qui en feraient la demande d’accéder à une forme de réconciliation dans l’Église et de communier ».
Dans une interview donnée à la revue jésuite italienne La civiltà cattolica, le dominicain Jean-Miguel Garrigues propose la thèse suivante : 
- si un couple de divorcés remariés a des enfants et mène une vie chrétienne effective,
- et si un tribunal ecclésiastique a conclu à l’impossibilité de prononcer la nullité en raison d’une insuffisance de preuves, alors que les deux conjoints sont convaincus de ladite nullité, sans avoir les moyens d’en apporter la preuve,
- l’évêque diocésain pourrait les admettre discrètement à la pénitence et à l’eucharistie sans prononcer la nullité du premier mariage[41].

Pour Xavier Lacroix, professeur à l’Université catholique de Lyon, on ne peut assimiler le remariage après divorce à un adultère. Il considère que cet état de vie comporte une dimension de péché mais aussi « d’indéniables biens éthiques ». Tout en défendant l’indissolubilité du mariage, il se montre favorable, pour les divorcés-remariés, à un accès à l’eucharistie. Cet accès devrait faire suite à un temps de pénitence et de jeûne eucharistique, mais il ne serait pas conditionné par l’abstinence sexuelle.
Pour le jésuite Alain Thomasset, professeur de théologie morale au Centre Sèvres, il serait utile de remettre en valeur la « loi de gradualité » pour trouver des solutions pastorales plus miséricordieuses face aux situations « difficiles ». Selon ce principe, formulé par saint François de Sales et repris par Jean-Paul II dans Familiaris consortio, on ne peut exiger du chrétien qu’il applique la loi morale entièrement et d’un coup. Mais il faut au contraire l’aider à avancer sur un chemin de croissance, dans la durée. A. Thomasset regrette que, dans la théologie catholique, l’école personnaliste, qui place la personne humaine au cœur de la morale en vue de son développement vers une plus grande dignité, ait été délaissée depuis plusieurs décennies au profit d’une école qui met au premier plan la loi naturelle.

### Prises de position de conférences épiscopales
Dans un document publié le 22 décembre 2014, la Conférence épiscopale allemande se prononce pour un accès sous condition des divorcés remariés aux sacrements de l’Eucharistie et de la réconciliation.  Le cardinal Reinhard Marx, archevêque de Munich et président de la conférence déclare dans un communiqué publié le même jour : « En raison de leur expérience pastorale et sur la base de leur réflexion théologique, [les évêques allemands] plaident pour des solutions différenciées qui répondent à chaque cas de façon équitable et permettent l’admission aux sacrements sous certaines conditions. »

### Orthodoxie
L’orthodoxie affirme l’indissolubilité du mariage, de par son appartenance au Christ et au Royaume ; cependant, en vertu du principe dit d’« économie », elle tolère certaines séparations et remariages. Le principe orthodoxe d’économie se fonde sur la différence théologique entre l’Église et le Royaume ; si l’indissolubilité appartient au mariage en sa visée eschatologique, l’orthodoxie reconnaît que, l’Église n’étant pas le Royaume, elle peut admettre l’échec de certains couples, et permettre le remariage. Elle ne prononce pas le divorce, mais en accepte la possibilité. La liturgie nuptiale des deuxièmes noces est différente de celle des premières et revêt un caractère pénitentiel.

### Protestantisme
Quant aux chrétiens issus de la Réforme, ils envisagent le plus souvent ces questions à partir de la problématique luthérienne des deux Règnes et de la distinction entre le civil et le religieux. La plupart des protestants ne considèrent pas le mariage comme un sacrement, celui-ci relevant à leurs yeux des instances civiles. Dès lors, le divorce est généralement accepté par les instances religieuses et un second mariage peut être conclu.

## Le synode sur la famille et les divorcés remariés
L’Instrumentum laboris de la deuxième session du synode sur la famille, rendu public le 23 juin 2015, invite à renoncer à l’interdiction infligée aux divorcés remariés de faire des lectures au cours de la messe et de faire le catéchisme.
Le rapport final du Synode sur la famille, voté le samedi 24 octobre, ouvre la voix au baptême pour les catéchumènes remariés qui ont divorcé d’un premier mariage civil. Par ailleurs, face au divorce, il reconnaît que la responsabilité des personnes « n’est pas la même dans tous les cas ». Le rapport final n’ouvre cependant pas à tous, de manière automatique, l’accès aux sacrements. Il privilégie le discernement au cas par cas et dans la durée. Un prêtre accompagnateur doit aider à « la formation d’un jugement correct sur ce qui fait obstacle à la possibilité d’une plus pleine participation à la vie de l’Église et sur les pas qui peuvent la favoriser et la faire croître ».

## Les réformes mises en œuvre
Le 8 septembre 2015, le Pape François publie deux « Motu proprio » (décrets d’application) qui allègent la procédure de reconnaissance des nullités de mariage. La mesure essentielle est la suppression des deux jugements conformes — par deux juges différents — requis jusque-là pour que la nullité du lien soit déclarée. Il n'y aura plus qu'un seul jugement. Le pape ouvre aussi la possibilité, pour des cas évidents, d'un processus d'annulation abrégé, sous la responsabilité de l'évêque. La réforme rend également la procédure gratuite.
Le 27 février 2016, à la suite d'un changement de protocole demandé par le Pape François, le président de la République d’Argentine Mauricio Macri, divorcé et remariés deux fois, a pu être reçu pour la première fois en présence du Pape avec son épouse. Celle-ci a également pu apparaitre sur les photos officielles au moment de l'échange des cadeaux. Auparavant, le conjoint ou la conjointe attendait dans une salle différente et le Pape les saluait ensuite séparément.
Dans l’exhortation apostolique Amoris lætitia publiée le 8 avril 2016, le Pape François invite les prêtres et les évêques à examiner « l’innombrable diversité des situations concrètes » qui ont pu conduire les fidèles à cohabiter, à se séparer, à se remarier. Ils sont invités à tenir compte des diverses « circonstances atténuantes » que chacun de ces croyants a pu affronter et, en tout état de cause, à faire prévaloir la miséricorde. « Un pasteur ne peut se sentir satisfait en appliquant seulement les lois morales à ceux qui vivent des situations irrégulières, comme si elles étaient des pierres qui sont lancées à la vie des personnes ».
Dans la même exhortation apostolique, le pape explique que, si des personnes divorcées remariées, qui ont refait leur vie de façon stable et ont des enfants, désirent vraiment — au sens d'une quête spirituelle authentique — participer à la communion eucharistique « qui n'est pas un prix destiné aux parfaits mais un généreux remède et un aliment pour les faibles », cela pourra se faire « pour certains cas » au terme d'un chemin de « discernement ». Par le biais notamment « d'un examen de conscience » avec un prêtre selon une « logique d'intégration » et non plus « d'exclusion ». Car « le confessionnal, écrit le Pape, ne doit pas être une salle de torture mais un lieu de la miséricorde du Seigneur ».
Dans une lettre publiée par l’Osservatore Romano en septembre 2016, le pape François approuve l’interprétation d’Amoris Lætitia par un groupe d’évêques de la région pastorale de Buenos Aires. Les prélats argentins soulignent l’importance d’un « processus de discernement personnel accompagné par un pasteur ». Quand elle est possible, la continence devra être proposée aux couples divorcés-remariés. Mais « si l’on en vient à reconnaître que, dans un cas concret, il y a des limitations qui atténuent la responsabilité et la faute, particulièrement quand une personne considère qu’elle tomberait dans un manquement ultérieur en provoquant des dommages aux enfants de la nouvelle union, Amoris Lætitia ouvre à la possibilité d’accéder aux sacrements de la réconciliation et de l’Eucharistie ».

### Vidéographie
États généraux du christianisme. L’Église doit-elle changer? Débat entre Mgr Marc Aillet et Mgr Jean-Paul Vesco